# Pityrogramma aurantiaca
Pityrogramma aurantiaca là một loài thực vật có mạch trong họ Adiantaceae. Loài này được (Hieron.) C. Chr. miêu tả khoa học đầu tiên năm 1934.